# Thaptomys nigrita
Thaptomys nigrita és una espècie de mamífer rosegador de la família dels cricètids. Viu a l'Argentina, el Brasil, el Paraguai i l'Uruguai. El seu hàbitat natural són les zones humides premontanes i d'altituds superiors. És una espècie en risc mínim, és a dir, no sembla que hi hagi cap amenaça significativa per a la seva supervivència. El seu nom específic, nigrita, significa ‘negra’ en llatí.